# Gina Ryder
Gina Ryder, née le 23 janvier 1977 à San Antonio au Texas, est une actrice pornographique américaine.

## Distinctions
Nominations
- 2002 AVN Award - Best Actress, Video[1]

## Filmographie sélective
- 1998 : No Man's Land 22
- 1998 : The Violation of Terri Star
- 1999 : The Violation of Gina Ryder
- 1999 : Pussyman's Decadent Divas 4
- 1999 : No Man's Land 25
- 1999 : The Four Finger Club 1
- 2000 : Pussyman's Decadent Divas 9
- 2001 : Jessica Drake aka Filthy Whore
- 2002 : Good Girls Gone Bad
- 2003 : Pussyman's Decadent Divas 22
- 2003 : Perfect Pink
- 2004 : Extreme Behavior 4
- 2005 : 31 Flavors
- 2006 : MILF Obsession 5
- 2007 : Forbidden Fetishes 1
- 2008 : Slit Happens
- 2010 : Boner Jams 4
- 2011 : Fit To Be Tied
- 2012 : Occupy Orgies
- 2013 : Ho's Ho's Ho's 3
- 2014 : Latin Teen Sluts 2
- 2017 : Cum Lovers Delight